# Congosorex polli
Espèce
Statut de conservation UICN

 DD  : Données insuffisantes
Congosorex polli est une musaraigne qui vit en Afrique Equatoriale.